# Мар'янівка (Білоцерківський район)
Мар'я́нівка — село в Україні, у Білоцерківському районі Київської області. Входить до складу Ковалівської сільської громади.

## Історія
Околиці Мар'янівки були заселені вже в XII столітті. Перші письмові згадки про це село походять з останньої третини XVIII ст. Перші жителі поселилися на притоці річки Рось — Роток. Раніше притока Росі р. Роток протікала через сучасне село Мар'янівку. З року в рік Роток ставала мілководною і перетворилася на болото.[джерело?]

### Переп'ятиха
На південний захід від Мар'янівки знаходиться великий поховальний комплекс, у центрі якого розташовано один з найбільших курганів ранньої скіфської доби — Переп'ятиха. З цим курганом пов'язана легенда про велике давнє місто. З усіх боків воно було огороджене кам'яним муром. В місті височів замок князя Переп'ята і княгині Переп'ятихи, яку звали Мар'яна. В давню давнину князь Переп'ят пішов походом з Києва в далекі краї. Минуло два роки, а від нього не було жодної вісточки. Княгиня вважала, що загинув князь на полі бою, і дуже сумувала. А тут пронеслась тривожна вісточка — суне на Київ якесь озброєне військо. Княгиня зібрала свою дружину і вирішила піти з нею назустріч тому війську.
На світанку два військові табори зійшлись поблизу Фастова і почалась жарка січа. Був густий туман. Бились непереможно дві сторони, аж поки зійшло сонце. І перший сонячний промінь впав на вбитого князя Переп'ята. Впізнала княгиня чоловіка, заголосила, та не встав князь. Затих бій, воїни у розпачі оточили свою княгиню. А вона ламала руки, схилившись над чоловіком, а потім витягла меч і впала мертва поруч з мертвим князем. Їх поховали разом, насипали дві могили. Одну назвали — Переп'ят, а другу — Переп'ятиха
Пам'ять про них дійшла до наших днів через назву могил, що височать недалеко від Мар'янівки. Могил навколо Мар'янівки налічується до 54, а біля Фастівця — 53. Та найвища з них — Переп'ятиха, а трохи менша — Варенська. Ці могили свідчать про жорстокі бої у цих місцях. Внаслідок частих баталій місто Переп'ятиха було зруйновано.
В грамоті Андрія Боголюбського Печерського монастирю, яка є пізнішою підробкою, також згадується про кургани Переп'ята і Переп'ятиху. Навколо Мар'янівки найбільша кількість могил. Отже, немає сумніву, що Мар'янівка була заселена в далекому минулому і носила іншу назву. Місцеві перекази пов'язують назву села з легендарною княгинею Мар'яною Переп'ятихою.

### Браницькі
В 1774 році Білоцерківське староство сейму Речі Посполитої, як і кілька інших старовинних українських міст, були подаровані польському королю Станіславу II Августу, а він роздав їх своїм вельможам. Біла Церква і навколишні землі із 100 тисячами населення були подаровані Францишку-Ксаверію Браницькому. В середині XIX ст. ці землі були розділені між його онуками — графами Олександром, Владиславом-Міхалом і Костянтином-Ґжеґожем Браницькими.
Браницькі мали земельні володіння у Васильківському, Канівському, Звенигородському, Черкаському, Радомишльському повітах.
Розміри володінь:
- Олександр — 28 076 десятин,
- Владислав — 131 583 десятин,
- Костянтин — 47 326 десятин, Всього — 206 985 десятин.

Селян ревізьких душ (чоловічої статі) разом мали 40740 чоловік.
Православне (українське) населення с. Мар'янівки було приписане до парафії Ксаверівської церкви, а католицьке (польське) населення — до парафії Мотовилівського костьолу. В середині XIX ст. в ній було населення: православних — 1177, католиків — 117.
Пізніше володіння від Білої Церкви до Києва перейшли до графині Марії Браницької. Вона мала 99 маєтків, управляли якими її родичі. Браницька надавала землі в оренду полякам, що приїжджали і оселялися один біля одного поселенням. Воно одержало назву 2-га Мар'янівка.

### Інші володарі

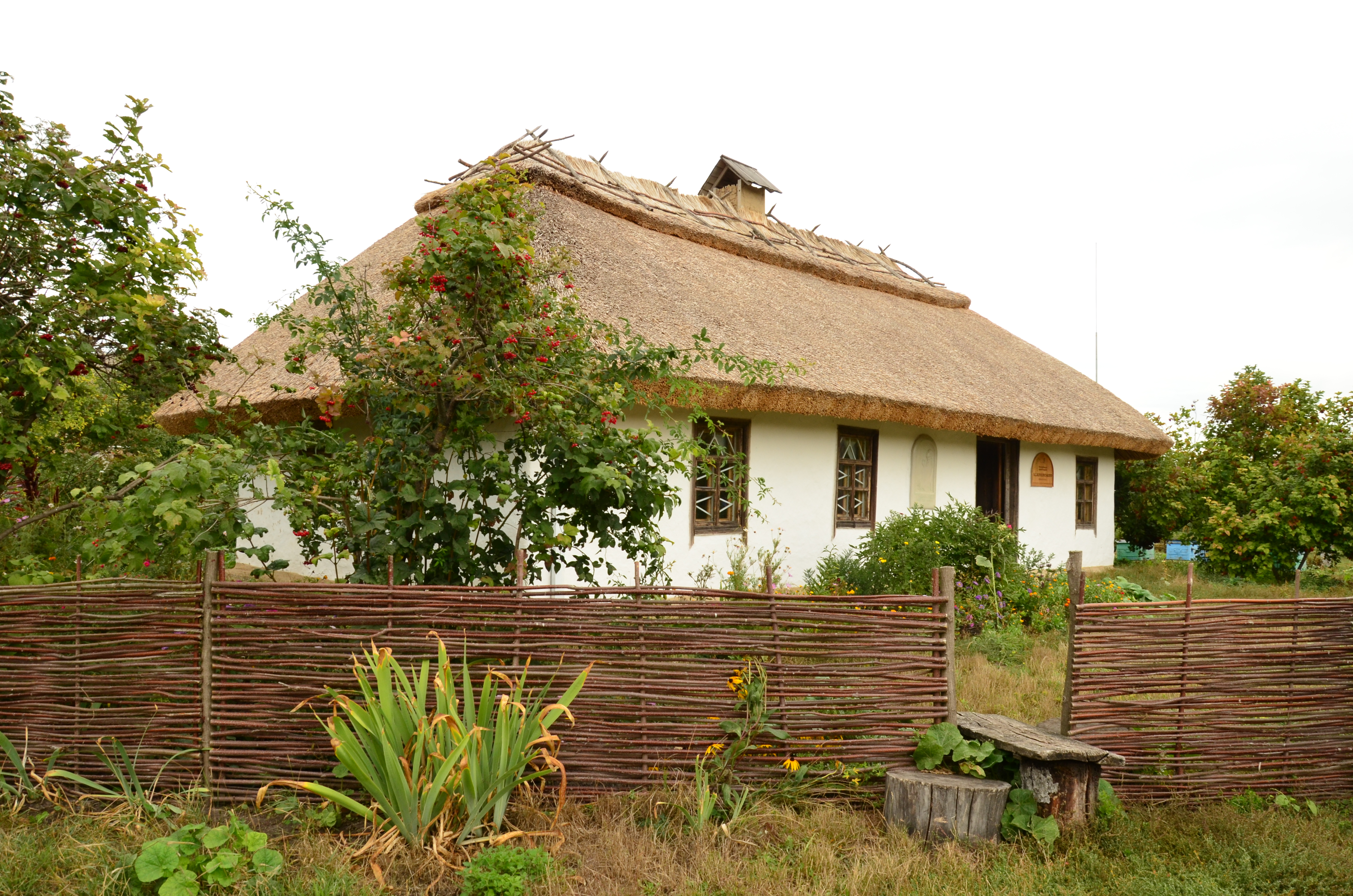
Садиба співака І. С. Козловського, Мар'янівка

Село Мар'янівка перейшло в користування пану польському Яструбовському, на той час село налічувало 568 дворів і 3009 жителів. Землі було 2 334 десятини, з яких поміщицьких — 900 десятин, церковних — 32, а після смерті чоловіка управляла Яструбовська (його жінка) і в 1915 році передала володіння племіннику Ревуцькому.

### XX століття
З початку Першої світової війни чоловіче населення с. Мар'янівки було мобілізоване і відправлене на фронт. Багато мар'яніців загинуло, решта повернулася скаліченими. Становище селян дедалі гіршало. Наростала революційна боротьба, яку очолив робітничий клас. Селяни почали захоплювати поміщицьку землю, реманент, худобу. Пан Ревуцький змушений був просити каральний загін у київського губернатора.

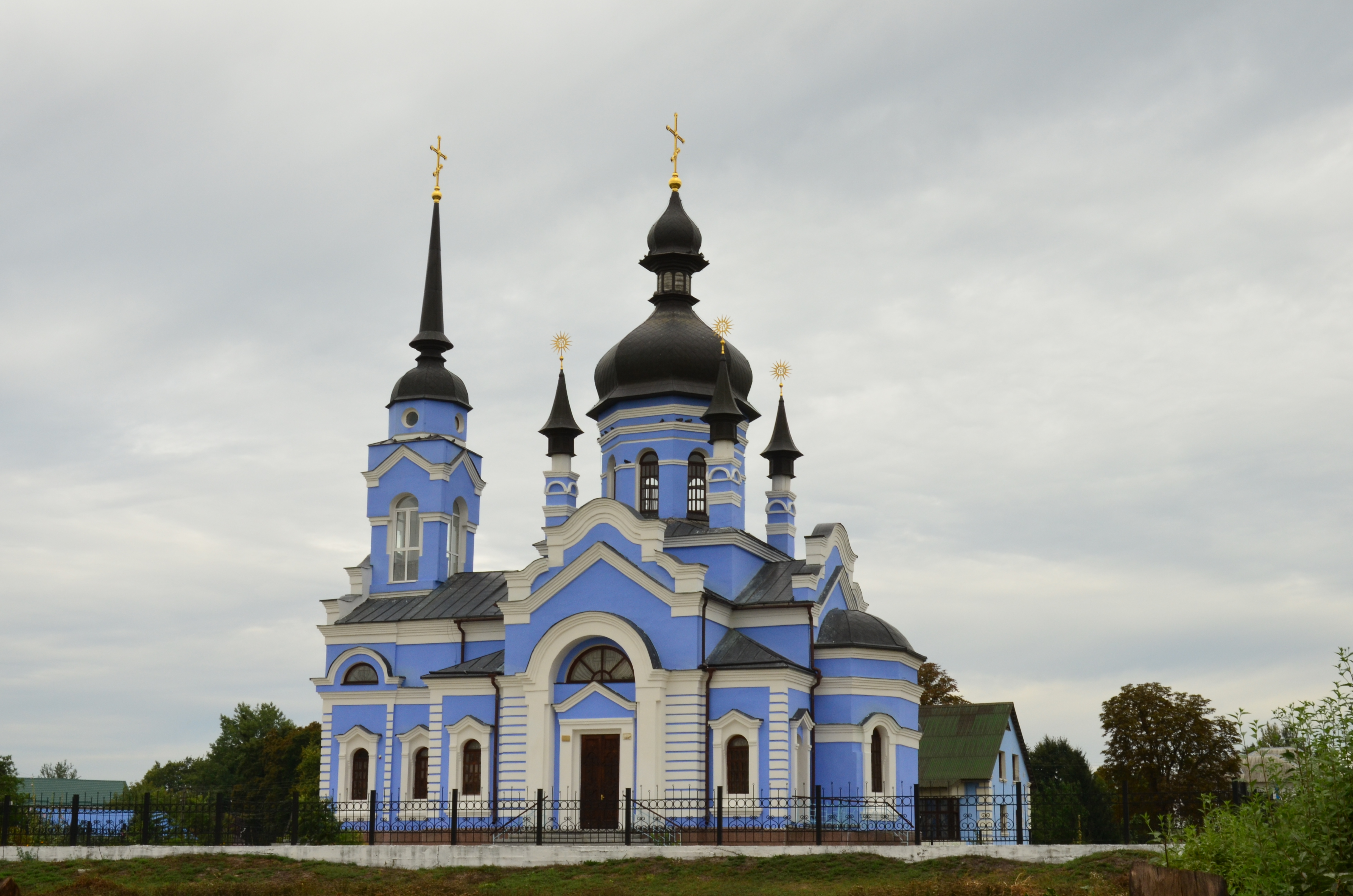
Церква Покрови Божої Матері (Мар'янівка)

Під час організованого радянською владою Голодомору 1932—1933 років померло щонайменше 215 жителів села.

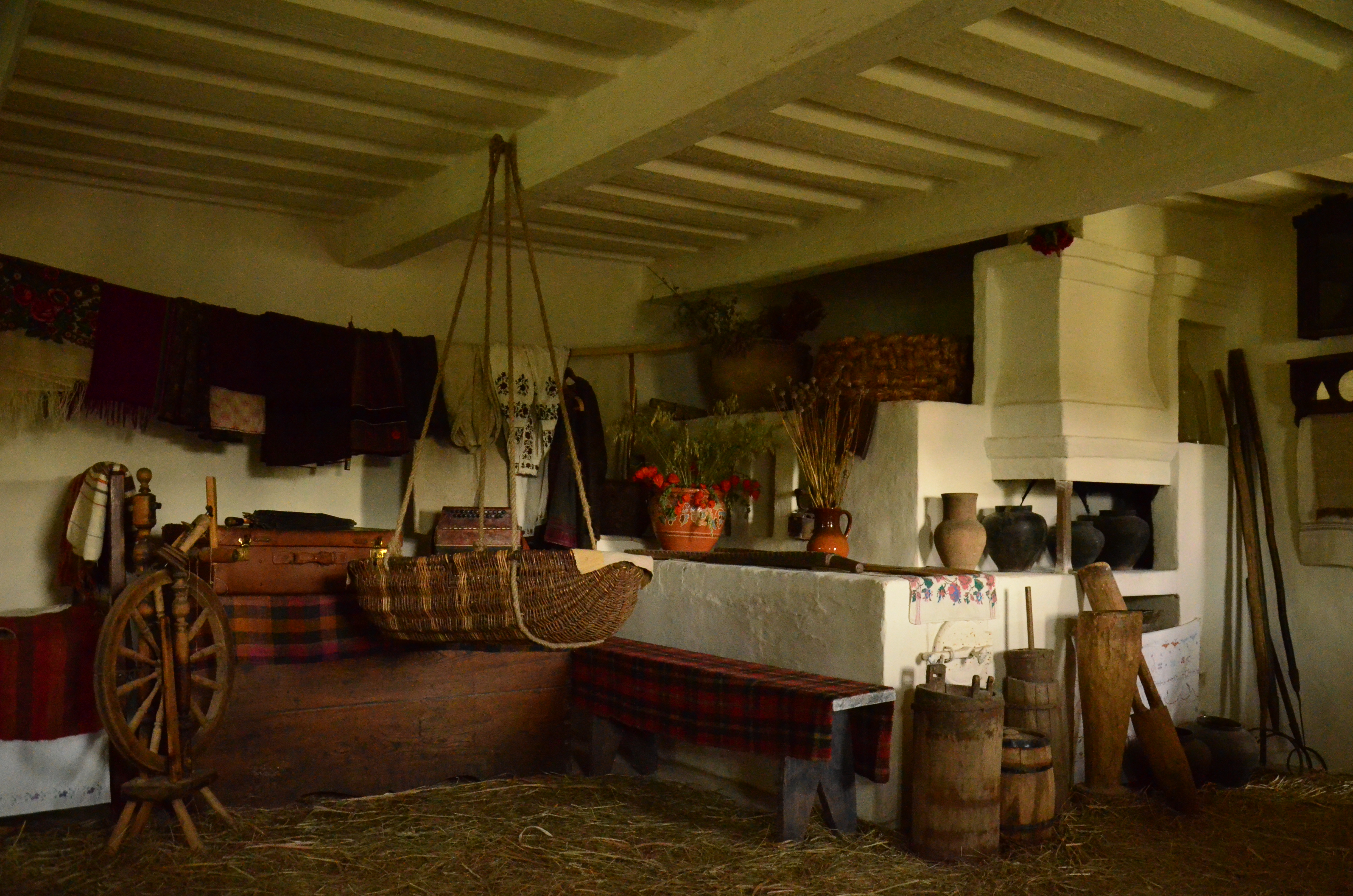
Меморіальний музей-садиба Івана Семеновича Козловського

### XXI століття
23 грудня 2018 року відбулися перші вибори у Ковалівській об'єднаній територіальній громаді, до складу якої увійшли села Васильківського району: Ковалівка, Вінницькі Стави, Мар'янівка, Пологи, Пшеничне, Устимівка та села Фастівського району Кищинці, Паляничинці та Червоне з центром громади у селі Ковалівка, адреса: 08652, Київська обл., Васильківський р-н, с. Ковалівка, вул. Монастирська 1.

## Населення

### Мова
Розподіл населення за рідною мовою за даними перепису 2001 року:
| Мова       | Відсоток |
| ---------- | -------- |
| українська | 98,33%   |
| російська  | 1,28%    |
| інші       | 0,39%    |

## Культура

### Меморіальний музей-садиба І.С.Козловського

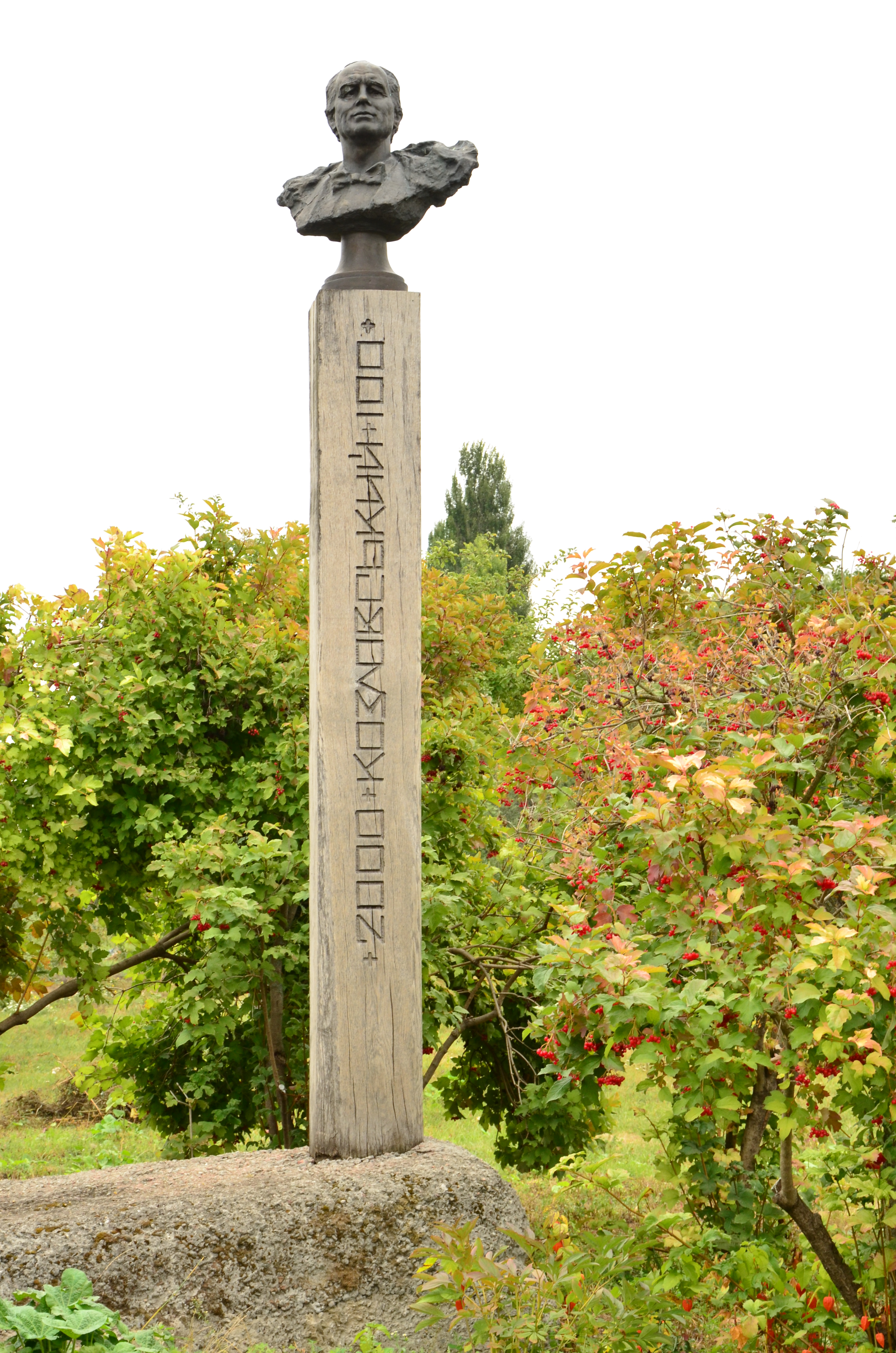
Пам'ятник біля садиби

В Мар'янівці знаходиться Меморіальний музей-садиба І. С. Козловського, до складу якого входять хата родини Козловських, пам'ятник видатному співаку та парк.

## Відомі люди
Мар'янівка — батьківщина всесвітньо відомого тенора Івана Семеновича Козловського.
Він завжди гостинно зустрічав земляків з малої батьківщини. За спогадами, коли мар'янівці переступали поріг московської квартири Івана Козловського, він жартома гукав своїм домашнім: «Москалі, геть від мене!» — й одразу саджав усіх за стіл годувати, незалежно від того, п'ять чоловік приїхало чи п'ятдесят.
У селі народилася українська співачка (сопрано), народна артистка України (1995) Віра Григорівна Мартиненко.